# 조윤제 (국문학자)
조윤제(趙潤濟, 1904년~1976년 4월 10일)는 대한민국의 국문학자로 호는 도남(陶南)이다. 

## 생애
경상북도 예천군에서 태어났다.
경성제국대학 조선어 문학과를 졸업하였다.  고대 소설과 시가에 대한 사적(史跡) 연구에 주력하였고 1930년대에 한국 고전 문학을 연구한 국문학 연구가이기도 하다. 이병도·이희승·이선근 등과 진단학회 결성에 참여하여 진단학보를 발간하였다. 1952년 서울대학교에서 문학박사 학위를 받고 1954년 성균관대학교 대학원장· 1960년 한국 교수 협의회 의장·1965년 영남대학교 교수 등을 지냈고 학술원 회원을 거쳐 학술원 인문 과학부장을 지냈다.    
저서로 《한국 문학사》《조선 시가사강》, 《한국 시가의 연구》, 《국문학 개설》 등이 있으며, 수필집으로 《도남잡식》, 《교양문선》 등이 있다.